# Стјепан Штерк
Стјепан Штерк (20. децембар 1897 — 1980) био је југословенски фудбалер.

## Каријера
Рођен је 20. децембра 1897. године. Играо је на позицији одбрамбеног играча. Наступао је за загребачки ХАШК током двадесетих година 20. века. Са клубом је освојио Првенство Загребачког фудбалског подсавеза у сезони 1921/22.
За А репрезентацију Југославије одиграо је једну утакмицу. Наступио је против Румуније у Београду 8. јуна 1922. године (резултат 1:2).

## Наступи за репрезентацију Југославије
| #  | Датум        | Место   | Противник | Резултат | Гол | Такмичење               |
| -- | ------------ | ------- | --------- | -------- | --- | ----------------------- |
| 1. | 8. јун 1922. | Београд | Румунија  | 1:2      | 0   | Куп пријатељских земаља |

## Успеси
- ХАШК
  - Првенство Загребачког фудбалског подсавеза: 1922.